# Harold Joseph Dimmerling
Harold Joseph Dimmerling (* 23. September 1914 in Braddock, Pennsylvania; † 13. Dezember 1987) war ein US-amerikanischer Geistlicher und römisch-katholischer Bischof von Rapid City.

## Leben
Harold Joseph Dimmerling empfing am 2. Mai 1940 das Sakrament der Priesterweihe.
Am 11. September 1969 ernannte ihn Papst Paul VI. zum Bischof von Rapid City. Der Bischof von Saint Cloud, George Henry Speltz, spendete ihm am 30. Oktober desselben Jahres die Bischofsweihe; Mitkonsekratoren waren der emeritierte Bischof von Saint Cloud, Peter William Bartholome, und der emeritierte Bischof von Rapid City, William Tibertus McCarty CSsR.